# Agnesiella aino
Agnesiella aino är en insektsart som först beskrevs av Matsumura 1932.  Agnesiella aino ingår i släktet Agnesiella och familjen dvärgstritar. Inga underarter finns listade i Catalogue of Life.